# Club Universitario de Deportes (fútbol sala)
El Club Universitario de Deportes (futsal) es la sección deportiva de fútbol sala del Club Universitario de Deportes. Actualmente participa en la Primera División de Fútbol Sala.

## Historia
La última experiencia de Universitario de Deportes antes de su retorno a la máxima división, data del año 2005, temporada en la cual consiguieron el título de la División Superior de Futsal, en aquel entonces era la máxima categoría en este deporte en el Perú. Gracias a la obtención de este título, el club disputó por primera vez vez la Copa Libertadores de Futsal. En este torneo formó parte del Grupo B de la Zona Norte, donde jugó dos partidos (1 victoria y 1 derrota), clasificando en segundo lugar a la semifinal de esta zona. En este etapa perdió ante Independiente Santa Fe por marcador de 4:2. En el partido por el tercer lugar derrotó a la Universidad Central de Venezuela 5:4.
En el año 2007, la «U» participó nuevamente en el torneo continental, en esta edición se ubicó en la Zona Norte, donde solo consiguió una victoria y un empate que no le alcanzaron para pasar a la siguiente fase. En 2008, el club fue campeón del Torneo de Verano venciendo 3:1 en la final al Deportivo JAP. En el año 2010 se creó la División de Honor de Futsal, que pasó a ser la más importante. Por cambios en la administración del club desapareció el equipo de fútbol sala, pero en el año 2011 se decidió retomar la historia en este deporte. Universitario de Deportes, se ubicó en la División Superior de Futsal, ahora una especie de segunda división y empezó su camino a la División de Honor.
En 2012 el equipo fue dirigido por Dante Cisneigas, jugador de la temporada 2006, y con un cuadro bastante joven, logró el tercer lugar detrás de UNI y Aplaussen, con lo que ascendió a la División de Honor. El 31 de marzo de 2015, con la presencia de los presidentes y representantes legales de ocho de los principales equipos de la División de Honor de Futsal se fundó la Asociación Deportiva de Clubes de Futsal del Perú, una entidad cuya finalidad es representar a los clubes, promover y difundir el futsal FIFA en todo el país. Los clubes fundadores fueron: Universitario de Deportes, Deportivo JAP, Los Pioneros, YMCA Perú, Alfonso Ugarte, Deportivo Santa Anita, Primero de Mayo y Panta Walon.
Luego de descender, en el año 2019 fue invitado a jugar en la temporada 2019 de la División de Honor, por la Comisión Nacional de Fútbol Sala de la Federación Peruana de Fútbol, debido a que se quería aumentar el número de participantes de ocho a doce. Universitario de Deportes debutó con un triunfo por 3:1 sobre Cabitos. Luego de 22 fechas el cuadro crema finalizó en la quinta posición con 38 puntos producto de 2 empates y 12 victorias, incluyendo las goleadas por 7:0 a Palermo, 8:1 a Sr. de los Milagros, 6:0 a Cabitos, 14:3 a Paraíso Huachipa y 9:1 a Santa María. En la ronda eliminatoria la «U» enfrentó al AFA Rímac, al que venció por marcador global de 6:3. En semifinales empató el primer partido contra Primero de Mayo 3:3 y ganó 5:2 el segundo partido. En la final Universitario ganó los dos partidos 5:3 y 3:2 al Deportivo Overall coronándose campeón de la Liga Futsal Pro. Durante el 2020 no se jugó el campeonato por la pandemia de COVID-19.
El 16 de mayo de 2021 Universitario jugó la primera fecha de la Copa Libertadores de Futsal 2021, partido que perdió 3:1 ante el equipo brasileño Carlos Barbosa. Al día siguiente, por la segunda fecha ganó 4:2 al club ecuatoriano Sportivo Bocca. Un día después empató con San Lorenzo 1:1, logrando clasificarse a cuartos de final, donde se enfrentó a Corinthians pero perdió 3:0. Paralelamente a la disputa del título, se organizó otra semifinal, para ver que equipo se quedaba con el quinto lugar. El 20 de mayo se debió enfrentar a Alianza Platanera, sin embargo, este rival no se presentó a tiempo con el uniforme correcto, por lo cual la «U» ganó por walkover y clasificó a la final por el quinto puesto. En esta final ganó 4:1 a Cerro Porteño. De este modo la «U» culminó su participación en la Copa Libertadores de Futsal. En marzo de 2022 el club disputó un torneo llamado Pre Libertadores.
En la temporada 2022, el conjunto mostró un juego sólido y equilibrado, combinando experiencia y juventud. Durante la temporada regular lograron posicionarse entre los primeros, lo que les permitió avanzar a la última fase del torneo. En los playoffs, eliminó en semifinales a Primero de Mayo. Universitario terminó como subcampeón, tras enfrentar a equipos tradicionales. La final concluyó con un resultado global de 5:2 a favor de Panta Walon, donde el primer partido terminó 2:2 y el segundo 3:0.
La campaña 2023 replicó el alto rendimiento de la temporada anterior. Universitario volvió a posicionarse entre los mejores y se metió de lleno en los playoffs, donde nuevamente se encontró con rivales de gran tradición como Panta Walon y AFA Rímac. En esta edición, Universitario también terminó como subcampeón, cayendo nuevamente ante Panta Walon en una final muy reñida que se decidió en tanda de penales después de empatar 3:3 en el global (con partidos de 1:0 y 2:3). Estos resultados evidenciaron la competitividad del equipo, a pesar de no poder conquistar el título en dos oportunidades consecutivas.
La temporada 2024 sería una campaña especial para el equipo, dado que se celebraron los 100 años de fundación del club. En esta campaña, Universitario apostó por la renovación e integración de jóvenes talentos, lo que le permitió desplegar un estilo de juego dinámico y ofensivo. En la fase final del torneo, el equipo se mostró aún más sólido y resiliente, venciendo en semifinales a Hermanos Rey por un global de 7:4. Los playoffs de 2024 culminaron en una final histórica en la que Universitario se consagró campeón en el Polideportivo Villa el Salvador, venciendo en esta tercera final consecutiva a Panta Walon con un marcador global de 5:4 (tras empatar 3:3 en el segundo partido, luego de ganar 2:1 en el primero).

## Uniforme
- Uniforme titular: Camiseta crema, pantalón crema, medias negras.
- Uniforme alternativo: Camiseta granate con líneas verticales cremas, pantalón negro, medias granates.
- Tercer uniforme: Camiseta cobre con un tramado lineal en un tono más oscuro con detalles en granate y marrón en el cuello y los laterales, pantalón marrón, medias cobre.

## Estadio
El Coliseo Polideportivo Lolo Fernández (Coliseo Polideportivo Apuesta Total por motivos de patrocinio) es una instalación ubicada en el Estadio Lolo Fernández, que forma parte de la infraestructura del Club Universitario de Deportes. Fue inaugurado el 11 de diciembre de 2023. El proyecto fue concebido como parte de una serie de inversiones destinadas a modernizar y ampliar las capacidades deportivas del club. Inicialmente, el coliseo es utilizado para los entrenamientos de los equipos de vóley y fútbol sala, aunque se contempla su uso futuro para el baloncesto.

## Rivalidades
Entre los años 2005 y 2006, se estuvo gestando una rivalidad entre la «U» y el Deportivo Kansas. En el año 2005, la «U» fue campeón y Kansas fue subcampeón, y en el año 2006 fue a la inversa. Sin embargo, en el año 2007, Kansas dejó de participar en los torneos y desapareció.
En el año 2019, la «U» ganó el título nacional (en los años 2020 y 2021 no se disputó el torneo por la pandemia de COVID-19); en el año 2022, el Panta Walon ganó el título (y la «U», el subtítulo); en el año 2023, el Panta ganó el título (y la «U», el subtítulo); y en el año 2024, la «U» ganó el título (y el Panta, el subtítulo). Estos resultados consecutivos en los últimos años han ido constituyendo una creciente rivalidad entre ambos clubes en el futsal peruano.
Otra rivalidad también en formación es entre la «U» y el Primero de Mayo, en un palmarés peruano en el que ambos se ubican en segundo lugar, cada uno con tres títulos nacionales de futsal.

## Datos del club
- Participaciones internacionales:

| Torneo                          | Ediciones               |
| ------------------------------- | ----------------------- |
| Copa Libertadores de Futsal (4) | 2006, 2007, 2021, 2025. |

## Palmarés

### Torneos nacionales
| Competición                           | Títulos           | Subcampeonatos     |
| ------------------------------------- | ----------------- | ------------------ |
| Primera División de Fútbol Sala (3/3) | 2005, 2019, 2024. | 22006, 2022, 2023. |
| Torneo de Verano (1/0)                | 2008.             |                    |